# Elna Hallenberg Næss
Elna Hallenberg Næss, född 1922, död 25 februari 2004, var en norsk skådespelare.

## Filmografi
- 1961 – Går ut i kveld (TV)
- 1972 – Lukket avdeling
- 1975 – Skraphandlerne
- 1976 – Erika (TV)
- 1980 – Den som henger i en tråd (TV)